# Eratoneura glicilla
Eratoneura glicilla är en insektsart som först beskrevs av Ross 1956.  Eratoneura glicilla ingår i släktet Eratoneura och familjen dvärgstritar. Inga underarter finns listade i Catalogue of Life.